# Gymnoscelis derogata
Gymnoscelis derogata là một loài bướm đêm trong họ Geometridae.